# 岡山トヨタ自動車
岡山トヨタ自動車株式会社（おかやまトヨタじどうしゃ）は、岡山県岡山市北区に本社を置くトヨタ自動車のディーラー（トヨタ店）である。

## 概説
岡山県を営業エリアとする自動車ディーラー。レクサス店を岡山市北区に運営している。

## 沿革
- 1945年（昭和20年）4月に岡山車両工業として設立。
- 1946年（昭和21年）5月に岡山トヨタ自動車販売として商号変更してトヨタ自動車の代理店を開始。
- 1947年（昭和22年）9月に岡山トヨタ自動車に社名変更。

## 拠点
- 岡山店
- 野田店
- 岡南店
- 東岡山店
- 備前店
- 倉敷店
- 水島店
- 児島店
- 笠岡店
- 総社店
- 東津山店
- 真庭店
- ウェルキャブステーション
- U-Car伊島
- PLATPORT

### 閉鎖された拠点
- 玉野紅陽店
- 玉島店
- U-Car津山

## 関連会社
- DUO岡山
- 岡山トヨタシステムサービス
- 岡山トヨタ車体
- 岡山トヨタロジテック
- トヨタレンタリース岡山

## 岡山県のトヨタ販売店
- 岡山トヨペット
- トヨタカローラ岡山
- ネッツトヨタ岡山
- ネッツトヨタ山陽